# Mughiphantes whymperi
Mughiphantes whymperi là một loài nhện trong họ Linyphiidae.
Loài này thuộc chi Mughiphantes. Mughiphantes whymperi được Frederick Octavius Pickard-Cambridge miêu tả năm 1894.